# 飽富神社
飽富神社（あきとみじんじゃ）は、千葉県袖ケ浦市飯富字東馬場にある神社である。

## 由来
平安時代に編集された「三代実録」、「延喜式」の中にすでにその名が記されている式内社で、千年以上前から存在した古社である。旧称を飫富神社といい、君津地方では唯一の式内社で、歴史的価値の高いものである。
創建は、社伝によると2代綏靖天皇元年で、天皇の兄の神八井耳命が創建したと伝えている。主祭神はウカノミタマノミコト、すなわち農業神である。
社殿は元禄4年（1691年）に再建された権現造りとなっている。

## アクセス
袖ケ浦駅からのぞみ野、平川行政センター、東京ドイツ村行き日東交通バス「飯富」下車